# Плодова вулиця (Київ)
Плодо́ва ву́лиця — вулиця у Святошинському районі міста Києва, місцевість Берковець. Пролягає від вулиці Стеценка до вулиці Садова 15.

## Історія
Вулиця виникла в 50-х роках XX століття під назвою Нова, сучасна назва — з 1958 року. Пролягає через дачний масив «Берковець» (СТ «Дніпро», «Дружба»), чим і зумовлена така назва.
Зникла з карт міста на межі 1980-90-х років, у довіднику «Вулиці Києва» 1995 року була внесена в перелік зниклих вулиць, хоча змін у проляганні чи забудові вулиці не було. У 2010-x роках вулиця знову з'явилася в офіційних документах міста: її було включено до офіційного довідника «Вулиці міста Києва» та містобудівного кадастру.